# Lukász Víntra
Lukász Víntra (görögül: Λουκάς Βύντρα; Město Albrechtice, 1981. február 5. –) cseh születésű, görög válogatott labdarúgó, posztját tekintve hátvéd. Jelenleg a Levante játékosa.

## Pályafutása

### Klubcsapatokban
Csehszlovákiában született, édesapja cseh, édesanyja görög származású. Pályafutását a Paniliakosz csapatában kezdte 1999-ben, ahonnan egy év után a Veria együtteséhez igazolt. Szintén egy év után 2001-ben visszatért a Paniliakoszhoz, ahol még további három szezont töltött. 2004-ben került a Panathinaikószhoz. Emlékezetes gólokat szerzett a 2004–2005-ös szezonban az Arsenal elleni a bajnokok ligája, illetve a Sevilla elleni az UEFA-kupa mérkőzéseken. További két emlékezetes gólt szerzett a görög bajnokságban 2009. február 8-án és 2010. október 16-án. Mindkét alkalommal a PAÓK Szaloniki elleni rangadón volt eredményes. A Panathinaikósz színeiben 8 és fél szezont játszott, ezalatt két bajnoki címet és két kupagyőzelmet ünnepelhetett. 2013-ban a Levanteba igazolt.

#### Statisztikája
| Klub           | Szezon   | Bajnokság | Bajnokság | Kupa | Kupa  | Európa | Európa | Összesen | Összesen |
| Klub           | Szezon   | Mérk      | Gólok     | Mérk | Gólok | Mérk   | Gólok  | Mérk     | Gólok    |
| -------------- | -------- | --------- | --------- | ---- | ----- | ------ | ------ | -------- | -------- |
| Paniliakosz    | 1999-00  | 4         | 0         | 0    | 0     | 0      | 0      | 4        | 0        |
| Veria          | 2000–01  | 24        | 0         | 0    | 0     | 0      | 0      | 24       | 0        |
| Paniliakosz    | 2001–02  | 26        | 2         | 1    | 0     | 0      | 0      | 27       | 2        |
| Paniliakosz    | 2002–03  | 29        | 2         | 1    | 0     | 0      | 0      | 30       | 2        |
| Paniliakosz    | 2003–04  | 8         | 0         | 1    | 0     | 0      | 0      | 9        | 0        |
| Panathinaikósz |          |           |           |      |       |        |        |          |          |
| 2003–04        | 5        | 0         | 3         | 0    | 0     | 0      | 8      | 0        |          |
| 2004–05        | 27       | 0         | 3         | 0    | 7     | 1      | 37     | 1        |          |
| 2005–06        | 23       | 0         | 1         | 0    | 6     | 0      | 30     | 0        |          |
| 2006–07        | 26       | 0         | 6         | 0    | 8     | 0      | 40     | 0        |          |
| 2007–08        | 23       | 0         | 1         | 0    | 7     | 0      | 31     | 0        |          |
| 2008–09        | 30       | 2         | 3         | 0    | 12    | 0      | 45     | 2        |          |
| 2009–10        | 24       | 4         | 5         | 0    | 13    | 1      | 42     | 5        |          |
| 2010–11        | 31       | 2         | 3         | 2    | 6     | 0      | 40     | 4        |          |
| 2011–12        | 24       | 0         | 2         | 1    | 4     | 0      | 30     | 1        |          |
| 2012–13        | 14       | 2         | 1         | 0    | 9     | 0      | 24     | 2        |          |
| Levante        | 2012–13  | 15        | 0         | 0    | 0     | 0      | 0      | 15       | 0        |
| Levante        | 2013-14  | 2         | 0         | 0    | 0     | 0      | 0      | 2        | 0        |
| Összesen       | Összesen | 334       | 14        | 31   | 3     | 75     | 2      | 440      | 19       |

### A válogatottban
A görög U21-es válogatottban 1997. és 2005. között összesen 20 alkalommal lépett pályára és 3 gólt szerzett.
A görög válogatottban 2005-ben mutatkozott be. 
Részt vett a 2008-as Európa-bajnokságon és a 2010-es világbajnokságon.

## Sikerei, díjai
Panathinaikósz
- Görög bajnok (2): 2003–04, 2009–10
- Görög kupagyőztes (2): 2003–04, 2009–10